# Caringin (Cicurug)
Caringin is een bestuurslaag in het regentschap Sukabumi van de provincie West-Java, Indonesië. Caringin telt 5116 inwoners (volkstelling 2010).